# Henrik Fig
Henrik Fig (født 9. marts 1972) er en dansk fodboldspiller.

## Biografi
Henrik er midtbanespiller og har tidligere spillet i bl.a. Vejle Boldklub, Colorado Foxes, Flensburg 08.
Han er bror til Thomas Fig og Michael Fig.